# Non io
Non io (in originale inglese Not I) è un monologo scritto da Samuel Beckett nel 1972.
Sul palco vi sono due figure: della prima, Bocca, posta a destra del pubblico, si vede solo la bocca illuminata da un riflettore. A sinistra vi è l'Auditore, di sesso indefinito e avvolto in una djellaba che non permette di identificarne i contorni, in piedi su un podio e scarsamente illuminato, che si limita a quattro movimenti durante l'arco del monologo, consistenti nell'alzare ed abbassare le braccia in segno di compassionevole comprensione.
Come in altre opere di Beckett il dialogo non conduce all'azione ma sottolinea l'inutilità dell'esperienza. Sviluppata tutta sul piano visivo, la pièce non si avvale di un costrutto drammatico sviluppato intorno ad una situazione da cui possa partire un intreccio ma intorno ad una figura, Bocca.
Sono state tratte due versioni filmate della pièce: una del 1973 con Billie Whitelaw, interprete originale della prima, e l'altra del 2000 con Julianne Moore.

## Edizioni
- Samuel Beckett, Noit I, Faber and Faber, London 1972
- Samuel Beckett, Pas moi, Éditions de Minuit, Paris 1975
- Samuel Beckett, Non io, trad. John Francis Lane, Einaudi, Torino 1974; poi in Teatro completo, Einaudi-Gallimard, Torino 1994, pp. 429–38; poi in Teatro, Einaudi, Torino 2014